# 1981 في الجزائر
فيما يلي قوائم الأحداث التي وقعت خلال عام 1981 في الجزائر.

## الحكم
- رئيس الجمهورية: الشاذلي بن جديد.
- رئيس الحكومة: محمد بن أحمد عبد الغني

## الأحداث
- 19 يناير – توقيع اتفاقية الجزائر 1981 بين الولايات المتحدة وإيران لحل أزمة الرهائن الإيرانية، توسطت فيها الحكومة الجزائرية ووقعت في الجزائر.
- 06 أبريل – تأسيس شركة نفطال شركة عمومية جزائرية تابعة لمجموعة سوناطراك بنسبة 100%

## برامج ومسلسلات وأنمي
- خذ ما أعطاك الله فيلم من إخراج الحاج رحيم

## مواليد
- 3 فبراير– بورحلي محمد أمير لاعب كرة قدم جزائري

## وفيات
- 5 أكتوبر – حاج عبد الرحمان (مواليد 1940)
- 23 ديسمبر– حنيفة الزواوية (مواليد 1924)، مغنية جزائرية مختصة في طابع أشويق ضمن الموسيقى الأمازيغية. اسمها الحقيقي زبيدة إيغيل الأربعاء (57 سنة)